# Schilfrohre
Die Schilfrohre (Phragmites) sind eine Pflanzengattung in der Familie der Süßgräser (Poaceae). Die etwa fünf Arten sind fast weltweit verbreitet. Das Schilfrohr (Phragmites australis) ist die häufigste und am weitesten verbreitete Phragmites-Art. Weitere Arten kommen in den Tropen, aber auch in der europäischen Mittelmeerregion vor. Die Gattung Phragmites ist taxonomisch schwierig und die Anzahl und Abgrenzung der Arten zum Teil umstritten. Alle Phragmites-Arten sind in der Uferzone von Gewässern und in Feuchtgebieten zu Hause.

## Beschreibung und Ökologie
Die Arten werden unterschieden nach der Ausbildung der Blattscheide (eng oder lose anliegend, rau oder glatt), nach der Oberfläche des Triebs (rau oder glatt), nach der Länge des Haarkranzes und der Form der Spelzen. Wichtig sind auch die Wuchsform und Wuchshöhe sowie die Blütezeit.

### Vegetative Merkmale
Bei Phragmites-Arten handelt es sich um ausdauernde krautige Pflanzen mit Wuchshöhen von bis zu 6 Metern. Die Sprosse können an der Basis je nach Art manchmal verholzen. Die Triebe sind beim Schilfrohr einjährig und werden jährlich aus ausdauernden, im Boden kriechenden Rhizomen vorgeschoben, bei den südlich verbreiteten Arten stirbt oft nur die Triebspitze ab. Rhizome können ein beträchtliches Alter, bis hin zu Jahrhunderten, erreichen. Die Blattspreite ist flach, ihre Spitze stumpf bis stechend spitz, das Blatthäutchen durch einen Haarkranz ersetzt.

### Generative Merkmale
Die Blüten sitzen in einer langen, aufgelockerten bis zusammengezogenen Rispe, diese ist gelb, grünlich oder purpurn gefärbt. Die Ährchen sind bis 15 Millimeter lang mit meist drei bis sechs Blüten.
Die Früchte tragen an der Basis ein Büschel langer Haare, die etwa die Länge der inneren Deckspelze erreichen; diese dienen der Ausbreitung durch Wind. Die Hüllspelzen sind kürzer als die Deckspelzen, lanzettlich geformt, die äußere doppelt so lang wie die innere.

## Systematik
Die Gattung Phragmites wurde durch Michel Adanson aufgestellt.

### Arten und ihre Verbreitung
Je nach Autor werden etwa fünf Arten unterschieden:
- Phragmites australis (Cav.) Trin. ex Steud.: Die zwei Unterarten sind in den gemäßigten Zonen, den Gebirgen der Subtropen und Tropen fast weltweit verbreitet.[1]
- Phragmites frutescens H.Scholz, Nord- und Westkreta, Rhodos, vermutlich im Mittelmeerraum weiter verbreitet; morphologisch zwischen Phragmites australis und Phragmites mauritianus stehend. Wird von manchen Autoren auch als Synonym zu Phragmites australis subsp. australis angesehen.[1]
- Phragmites japonicus Steud.: Kommt in Ostchina, im russischen Fernen Osten bis Korea und von Japan bis zu den Nansei-Inseln vor.[1] Das Blatthäutchen ist deutlich länger als bei Phragmites australis.
- Phragmites karka (Retz.) Trin. ex Steud. (Syn.: Phragmites vallatorius (L.) Veldkamp): Sie kommt vom tropischen Westafrika bis Kenia und vom tropischen und subtropischen Asien bis zu den Inseln des Pazifik vor.[1] Steht morphologisch zwischen Phragmites australis und Phragmites mauritianus.
- Phragmites mauritianus Kunth: Die Blattunterseite ist rau, die Triebe stärker verholzend, die Blattspitzen stechend, die Hüllspelzen kürzer. Kommt im tropischen und südlichen Afrika und auf Inseln des westlichen Indischen Ozeans vor.[1]

Zahlreiche weitere Arten wurden beschrieben, die meisten davon wurden mit einer der genannten Arten synonymisiert. Der Status einiger nominaler Arten, meist solcher, die vor langer Zeit aus den Tropen beschrieben und seither nicht wiedergefunden wurden, ist nicht abschließend geklärt.
Zusätzlich zu diesen Arten werden verschiedene Sippen und Morphen unterschieden, deren taxonomischer Status nicht abschließend geklärt ist. Im Mittelmeerraum werden Pflanzen mit größerer Wuchshöhe und längerer Rispe als die nördlicher verbreiteten als Phragmites australis subsp. altissimus (syn. Phragmites isiaca) bezeichnet. Die Abgrenzung zu Phragmites australis s. str. ist aber unsicher.
Das europäische Schilfrohr gilt in Nordamerika als invasiver Neophyt, dessen weitere Ausbreitung verhindert werden soll. Eine ähnliche, aber morphologisch und genetisch unterscheidbare Sippe ist im nordwestlichen Nordamerika aber seit jeher heimisch gewesen, diese wurde als Phragmites australis subsp. americana beschrieben, ihr taxonomischer Wert und Status ist aber umstritten. Eine weitere, von beiden unterscheidbare Sippe besiedelt Florida und die Golfküste. Diese ist als Phragmites berlandieri oder auch Phragmites australis subsp. berlandieri unterschieden worden. Neuerdings wird aber die Auffassung vertreten, es handele sich um nichts anderes als ein amerikanisches Vorkommen von Phragmites karka.
Die Gattung, und auch die Arten selbst, sind in der Anzahl ihrer Chromosomen variabel. Daneben ist innerhalb der Arten Polyploidie in unterschiedlichen Stufen der Verdoppelung (bei Phragmites australis von 3× bis 12×) dokumentiert, teilweise sogar Mixoploidie (mit unterschiedlichen Zahlen im mütterlichen und väterlichen Erbgut derselben Pflanze). Diploide Pflanzen mit unverdoppeltem Chromosomensatz sind aber in allen Arten die seltene Ausnahme.

## Krankheiten und Schädlinge

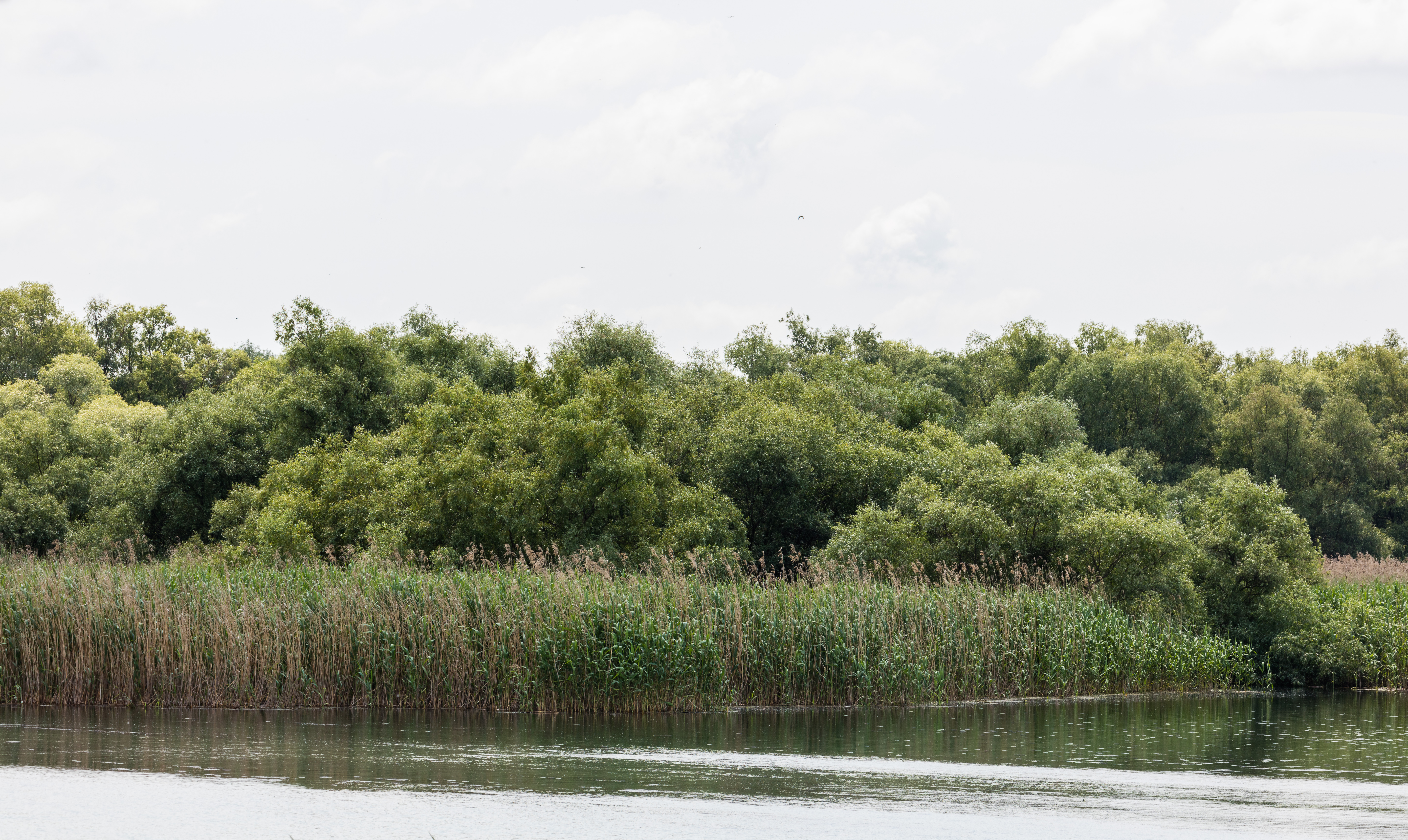
Schilfrohre (Phragmites australis) im Donaudelta

Die Rostpilze Puccinia invenusta, Puccinia moriokaensis, Puccinia magnusiana,  Puccinia phragmitis und  Puccinia trabutii kommen auf verschiedenen Phragmites-Arten vor.

## Phylogenie und Evolution
Die Schwestergruppe der Gattung Phragmites ist nicht mit Sicherheit bekannt, die wahrscheinlichsten Kandidaten sind die Gattungen Molinia (Pfeifengras) und Hakonechloa (Japan-Zwergschilf).
Nach einer phylogenomischen Analyse (anhand des Vergleichs homologer DNA-Sequenzen) ist Phragmites japonicus näher mit einigen Populationen von Phragmites australis verwandt als diese untereinander, damit wäre diese Art paraphyletisch. Die tropischen Phragmites mauritianus und Phragmites karka sind nahe verwandt, auch Phragmites frutescens steht diesen nahe und ist genetisch nicht sicher gegenüber Phragmites mauritianus differenzierbar. Nächstverwandt ist eine Gruppe von Schilfrohr-Populationen aus dem tropischen Afrika, Südamerika und Asien, die bisher zu Phragmites australis gerechnet werden. Die nördlich verbreiteten Schilfrohr-Populationen sind sich trotz des großen Verbreitungsgebiets genetisch untereinander am ähnlichsten.